# پیلتاون (ویرجینیا)
پیلتاون (به انگلیسی: Pyletown) یک منطقهٔ مسکونی در ایالات متحده آمریکا است که در شهرستان کلارک، ویرجینیا واقع شده‌است.